# Compsomyiops alvarengai
Compsomyiops alvarengai är en tvåvingeart som beskrevs av Mello 1968. Compsomyiops alvarengai ingår i släktet Compsomyiops och familjen spyflugor.
Artens utbredningsområde är Bolivia. Inga underarter finns listade i Catalogue of Life.